# Guilherme Ernesto, Duque de Saxe-Weimar
Guilherme Ernesto, Duque de Saxe-Weimar (19 de Outubro de 1662 – 26 de Agosto de 1728) foi um duque de Saxe-Weimar.

## Vida

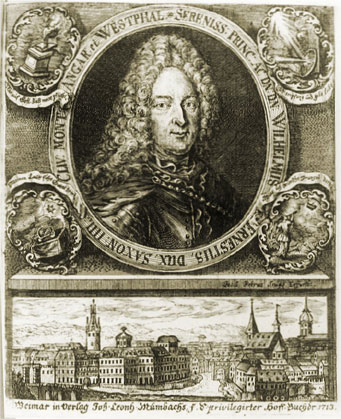
Guilherme Ernesto, Duque de Saxe-Weimar

Nascido em Weimar, era o filho mais velho de João Ernesto II, Duque de Saxe-Weimar e da princesa Cristina Isabel de Schleswig-Holstein-Sonderburg.
Quando o pai morreu em 1683, Guilherme Ernesto sucedeu-o como duque; no entanto, segundo as leis da Casa de Wettin, teve de governar em conjunto com o seu irmão mais novo, João Ernesto III.
Uma vez que João Ernesto III era alcoólico, Guilherme Ernesto assumiu controlo total do governo do ducado e deu ao irmão o título honorário de co-duque (Mitherr) até à sua morte em 1707. Após a morte de João Ernesto, Guilherme Ernesto nomeou o filho dele, Ernesto Augusto, co-duque, mas sem poderes.
Guilherme Ernesto era um luterano devoto e estabeleceu no seu ducado uma lei segundo a qual apenas os homens que lessem e tivessem uma opinião sobre obras teológicas poderiam servir nas forças armadas. O compositor Johann Sebastian Bach começou a trabalhar para o duque em 1708, primeiro como organista, depois como Konzertmeister (líder da orquestra) em Weimar. Quando Johann Samuel Drese morreu em 1716, Bach pediu para ocupar o seu posto de Kapellmeister (chefe do departamento de música da corte), mas Guilherme Ernesto decidiu contratar o filho incompetente de Drese. Furioso, Bach pediu para ser dispensado dos serviços do duque. Irritado com a impertinência de Bach, Guilherme Ernesto ordenou que este fosse preso durante quatro semanas numa fortaleza antes de o dispensar.

## Casamento
Seis meses após a morte do seu pai (a 2 de Novembro de 1683), Guilherme Ernesto casou-se em Eisenach com a princesa Carlota Maria, sua prima direita e filha do seu tio, Bernardo II, Duque de Saxe-Jena, de modo a manter as terras do ducado nos domínios da família. Na altura, o guardião de Carlota e do irmão mais novo dela, o duque João Guilherme de Saxe-Jena, era João Jorge I, Duque de Saxe-Eisenach. Quando ele morreu em 1686, foi Guilherme Ernesto, o seu primo e cunhado quem assumiram o controlo de Saxe-Jena.
A 23 de Agosto de 1690, Guilherme Ernesto e Carlota Maria divorciaram-se depois de oito anos de um casamento infeliz e do qual não nasceram descendentes. Dois meses depois, a 4 de Novembro, o duque João Guilherme de Saxe-Jena (irmão de Carlota Maria), morreu sem deixar descendentes e parte do seu ducado passou para Guilherme Ernesto, depois de este assinar um acordo com o ramo de Saxe-Eisenach.
Guilherme Ernesto nunca se voltou a casar e morreu em Weimar sem deixar herdeiros sendo sucedido pelo seu sobrinho, Ernesto Augusto I.

## Genealogia
| Guilherme Ernesto, Duque de Saxe-Weimar | Pai: João Ernesto II, Duque de Saxe-Weimar            | Avô paterno: Guilherme, Duque de Saxe-Weimar                        | Bisavô paterno: João II, Duque de Saxe-Weimar                     |
| Guilherme Ernesto, Duque de Saxe-Weimar | Pai: João Ernesto II, Duque de Saxe-Weimar            | Avô paterno: Guilherme, Duque de Saxe-Weimar                        | Bisavó paterna: Doroteia Maria de Anhalt                          |
| Guilherme Ernesto, Duque de Saxe-Weimar | Pai: João Ernesto II, Duque de Saxe-Weimar            | Avó paterna: Leonor Doroteia de Anhalt-Dessau                       | Bisavô paterno: João Jorge I, Príncipe de Anhalt-Dessau           |
| Guilherme Ernesto, Duque de Saxe-Weimar | Pai: João Ernesto II, Duque de Saxe-Weimar            | Avó paterna: Leonor Doroteia de Anhalt-Dessau                       | Bisavó paterna: Doroteia do Palatinado-Simmern                    |
| Guilherme Ernesto, Duque de Saxe-Weimar | Mãe: Cristina Isabel de Schleswig-Holstein-Sonderburg | Avô materno: João Cristiano, Duque de Schleswig-Holstein-Sonderburg | Bisavô materno: Alexandre, Duque de Schleswig-Holstein-Sonderburg |
| Guilherme Ernesto, Duque de Saxe-Weimar | Mãe: Cristina Isabel de Schleswig-Holstein-Sonderburg | Avô materno: João Cristiano, Duque de Schleswig-Holstein-Sonderburg | Bisavó materna: Doroteia de Schwarzburg-Sondershausen             |
| Guilherme Ernesto, Duque de Saxe-Weimar | Mãe: Cristina Isabel de Schleswig-Holstein-Sonderburg | Avó materna: Ana de Oldemburgo-Delmenhorst                          | Bisavô materno: António II, Conde de Oldemburgo-Delmenhorst       |
| Guilherme Ernesto, Duque de Saxe-Weimar | Mãe: Cristina Isabel de Schleswig-Holstein-Sonderburg | Avó materna: Ana de Oldemburgo-Delmenhorst                          | Bisavó materna: Sibila Isabel de Brunsvique-Dannenberg            |